# فرودگاه تریم
فرودگاه تریم  (به انگلیسی: Trim Aerodrome) (به زبان بومی: Trim Airfield) یک فرودگاه خصوصی است که یک باند فرود چمن دارد و طول باند آن ۵۶۰ متر است. این فرودگاه در کشور ایرلند قرار دارد و در ارتفاع ۶۱ متری از سطح دریا واقع شده است.